# Nordatlantische Gruppe im Folketing
Die Nordatlantische Gruppe im Folketing (dänisch: Den Nordatlantiske Gruppe i Folketinget) war von 2001 bis 2011 eine Fraktion im dänischen Parlament, dem Folketing. 
Sie bestand ausschließlich aus Abgeordneten aus Grönland und von den Färöern, stellte aber keinen rein landsmannschaftlichen Zusammenschluss dar, sondern definierte sich als Teil des linken politischen Spektrums und als Anwalt der nordatlantischen Unabhängigkeitsbewegungen.

## Geschichte
Die autonomen Gebiete des Königreichs Dänemark entsenden je zwei Abgeordnete in das Folketing: Die Färöer seit 1948, Grönland seit 1953. Diese Abgeordneten arbeiteten entweder als Fraktionslose oder hospitierten in den Fraktionen der ihnen nahestehenden dänischen Parteien. 
Nach der Folketingswahl 2001 fielen beide grönländischen Mandate an jene Parteien, die für eine volle staatliche Souveränität Grönlands eintreten. Einer der färöischen Abgeordneten gehörte seinerseits der Unabhängigkeitsbewegung an. So beschlossen Kuupik Kleist, Lars-Emil Johansen und Høgni Hoydal, sich in einer Interessengemeinschaft im Folketing zusammenzuschließen und gemeinsam im Sinne einer Loslösung Grönlands und der Färöer von Dänemark zu agieren. In anderen politischen Fragen bestand keine Fraktionsdisziplin, die sonst auch im Folketing üblich ist. Am 15. Dezember 2001 wurde die Fraktion angemeldet.
Nachdem am 21. Juni 2009 Grönlands Autonomie entscheidend ausgeweitet worden war, erneuerte Siumut in Kopenhagen die traditionelle Arbeitsgemeinschaft mit der dänischen Schwesterpartei. Lars-Emil Johansen verließ deshalb die Nordatlantische Gruppe.
Nach der Folketingswahl 2011 stand mit Sara Olsvig (Inuit Ataqatigiit) nur noch eine einzige Abgeordnete bereit, die Arbeit der nordatlantischen Gruppe fortzusetzen. Sie entschied sich daraufhin für einen Status als Fraktionslose und kooperiert mit der Fraktion der Sozialistischen Volkspartei. In einer gemeinsamen Erklärung mit den politisch nahestehenden Abgeordneten Sjúrður Skaale (färöische Sozialdemokraten) und Doris Jakobsen (Grönlands Sozialdemokraten) erklärte Olsvig ihre Unterstützung für die neu gebildete Regierung Thorning-Schmidt I in Erwartung eines konstruktiven Dialogs zwischen Zentralregierung und autonomen Gebieten. Hauptthemen dürften dabei weiterhin Ausbeutung natürlicher Ressourcen, Bürgerrechte und staatliche Unabhängigkeit sein.

## Ziele
Die Nordatlantische Gruppe hatte folgende Ziele formuliert:
- Völkerrechtliche Anerkennung der Völker von Grönland und den Färöern als Nationen mit allen ihren Rechten.
- Einsicht in die Abkommen Dänemarks mit der NATO und USA zur militärischen Nutzung Grönlands und der Färöer mit dem Ziel der Selbstbestimmung ihrer Völker in Verteidigungsangelegenheiten. Siehe auch: Thule Air Base und Färöer im Kalten Krieg
- Anerkennung des Status der färöischen und grönländischen Sprache als Nationalsprachen der jeweiligen Länder. Siehe auch: Färöischer Sprachenstreit
- Anerkennung der Färinger und Grönländer, die in Dänemark leben, als nationale Minderheit im Sinne der EU-Gesetzgebung.
- Verbesserung der sozialen Situation der Grönländer, die in Dänemark leben. Grönländer gelten in den „Brennpunkten“ (v. a. in Kopenhagen und Aarhus) als die „unterste“ Gruppe in der sozialen Rangordnung. Obwohl sie dänische Staatsbürger sind, sind sie in ihren Stadtteilen oft Opfer von Rassismus.

## Mitglieder
Der Gruppe gehörten folgende Abgeordnete an (ohne vorübergehende Vertretungen):
- Høgni Hoydal (Tjóðveldi), 2001–2011
- Lars-Emil Johansen (Siumut), 2001–2009
- Kuupik Kleist (Inuit Ataqatigiit), 2001–2007
- Juliane Henningsen (Inuit Ataqatigiit), 2007–2011